# Validazione di un metodo analitico
In chimica analitica e in generale nelle discipline che si occupano di analisi di fenomeni e/o materiali, la validazione (validation in inglese) del metodo analitico è la "[...] conferma attraverso esame e l'apporto di evidenza oggettiva che i requisiti particolari per l'utilizzazione prevista siano soddisfatti."
"La validazione deve essere estesa in modo da soddisfare le esigenze di una data applicazione o di un campo di applicazione."
La validazione non riguarda solo il protocollo di analisi, infatti "[...] può comprendere procedure per il campionamento, la manipolazione e il trasporto."
Le tecniche utilizzate per la determinazione della prestazione di un metodo dovrebbero essere una combinazione delle seguenti:
- taratura della strumentazione, utilizzando campioni o materiali di riferimento, e verifica periodica del buon funzionamento;
- confronto dei risultati ottenuti con altri metodi normalizzati o non;
- confronti interlaboratorio;
- valutazione sistematica dei fattori che influenzano la misura e il risultato finale;
- controllo del processo analitico mediante l'elaborazione di apposite carte di controllo;
- stima dell'incertezza associata ai risultati sulla base della conoscenza scientifica dei principi teorici del metodo e dell'esperienza pratica.[4]

## Parametri di validazione
I parametri tecnici di validazione che occorre valutare, in relazione al metodo in oggetto, sono:
- Selettività;
- Limite di rivelabilità;
- Limite di quantificazione;
- Intervallo di lavoro e intervallo di linearità;
- Precisione (ripetibilità e riproducibilità);
- Accuratezza;
- Sensibilità;
- Robustezza;
- Recupero;
- Incertezza.

È bene ricordare che prima di effettuare qualsiasi calcolo statistico utilizzando variabili di tipo fisico o chimico occorre dapprima verificare che sia verificata la distribuzione normale (gaussiana) e procedere all'eliminazione di eventuali dati aberranti (outlier). A questo scopo esistono appositi test (ad esempio, il test di Shapiro-Wilk per la distribuzione normale e quello di Dixon per gli outlier).
I metodi normalizzati e non normalizzati contengono già la valutazione di alcuni parametri tecnici. In questo caso occorre eventualmente valutare i parametri non noti, ad ogni modo è necessario assicurarsi di ottenere ripetibilità compatibili prima di adottare il metodo. Allo scopo vengono effettuate misure in replicato per il calcolo della ripetibilità. I metodi interni necessitano invece di una scrupolosa validazione completa.